# Australiska öppna 2020
Australiska öppna 2020 (engelska: 2020 Australian Open) var 2020 års första Grand Slam-turnering i tennis. Turneringen spelades i Melbourne Park i Melbourne, Australien mellan den 20 januari och 2 februari 2020. Detta var den 108:e upplagan av tävlingen. Turneringen var öppen för professionella spelare i singel, dubbel och mixed dubbel samt för juniorer och rullstolsburna spelare i singel och dubbel.

## TV-sändningar
Från Sverige följs tävlingarna på Eurosport. Tidsskillnaden är CET +10 timmar.

## Tävlingar
Seedning av de tävlande framgår av respektive huvudartikel nedan.

### Seniorer

#### Herrsingel
Segrare:  Novak Đoković, Serbien

#### Damsingel
Segrare:  Sofia Kenin, USA

#### Herrdubbel
Segrare:  Rajeev Ram /  Joe Salisbury

#### Damdubbel
Segrare:  Tímea Babos /  Kristina Mladenovic

#### Mixed dubbel
Segrare:  Barbora Krejčíková /  Nikola Mektić

### Juniorer

#### Pojksingel
Segrare:  Harold Mayot

#### Flicksingel
Segrare:  Victoria Jiménez Kasintseva

#### Pojkdubbel
Segrare:  Nicholas David Ionel /  Leandro Riedi

#### Flickdubbel
Segrare:  Alexandra Eala /  Priska Madelyn Nugroho

### Rullstolsburna

#### Herrsingel
Segrare:  Shingo Kunieda

#### Damsingel
Segrare:  Yui Kamiji

#### Herrdubbel
Segrare:  Alfie Hewett /  Gordon Reid

#### Damdubbel
Segrare:  Yui Kamiji /  Jordanne Whiley